# Graduate Record Examination
Graduate Record Examination (GRE) ist ein standardisierter Test zur Aufnahme in US-amerikanische Graduate Schools, der von der Organisation Educational Testing Service (ETS) durchgeführt wird. Der Test ist dem Graduate Management Admission Test (GMAT) ähnlich, einem von Pearson VUE administrierten Konkurrenzformat. GMAT richtet sich an potenzielle Studenten betriebswirtschaftlicher Masterstudiengänge, während sich der GRE an potenzielle Doktoranden verschiedener Wissenschaften richtet.
Im Juli 2009 entschloss sich die Wharton School, nach MIT und Stanford, den GRE für das Bewerbungsverfahren ihrer MBA-Programme einzuführen.

## Aufbau
Der Test besteht aus drei bewerteten Teilen. Im Analytical Writing, das stets zu Beginn des Tests erfolgt, muss der Prüfling zwei Aufsätze schreiben. Der erste, der so genannte Independent Writing Task, erfordert es zu einem Thema Stellung zu nehmen und seine Meinung mit Argumenten zu unterfüttern. Dafür darf der Prüfling zwischen zwei Themen auswählen und hat 45 Minuten Zeit um das Essay zu planen, zu strukturieren und zu schreiben. Anschließend folgt der Argument Task. In diesem muss eine Argumentationskette untersucht und kritisiert werden. Dafür hat der Prüfling 30 Minuten Zeit.
Im Anschluss an das Analytical Writing folgt immer eine zehnminütige Pause. Die nach der Pause folgenden Teile des Tests erscheinen dann in zufälliger Reihenfolge.
Jeder Test beinhaltet eine Verbal Reasoning (V). In dieser soll das Sprachverständnis des Prüflings getestet werden. Geprüft werden Antonyme, Analogien, Wörter einsetzen und Lesen und Zusammenfassen. Dabei ist der englische Wortschatz des Prüflings entscheidend. Zu diesem Zweck veröffentlichte Testvorbereitungsbücher haben oftmals Vokabellisten in einer Größenordnung von 200 bis 500 Vokabeln, Barron’s Vokabelliste ist gar 3,500 Wörter lang. Alle Fragen sind Multiple Choice.
Ebenfalls erscheint in jedem Test eine Quantitative Reasoning (Q). In dieser werden grundlegende mathematische Konzepte wie Arithmetik, Algebra und Geometrie geprüft. Das abgefragte Wissen entspricht etwa dem Curriculum der gymnasialen Sekundarstufe I.
Zusätzlich kann jeder Test eine weitere Q oder V Section enthalten, die nicht identifiziert ist und nicht bewertet wird. Die Beurteilung, welche der doppelt vorkommenden Sections unecht ist, ist für den Prüfling kaum möglich.
Weiterhin ist es möglich, dass am Ende des Tests eine identifizierte Research Section folgt, die ebenfalls nicht in die Endpunktzahl zählt.

## Bewertung
Die Bewertung des Analytical Writings erfolgt auf einer Skala von 0 bis 6 in einem Halbpunkteintervall. Die Skala von Q und V reicht von 130 bis 170 Punkten in einem Zehnpunkteintervall. Die durchschnittliche Punktzahl in der Q Section ist wesentlich höher als die der V.

## Kritik
Kritiker argumentieren, dass der Test ausschließlich die Fähigkeit testet, wie gut ein Student standardisierte Tests bestehen kann. Über eine tatsächliche Studierfähigkeit wird keine Aussage getroffen.
Zusätzlich wird beschrieben, dass der Test nur einen kleinen Teil der Faktoren über eine Studierfähigkeit beschreibt. ETS empfiehlt, dass der Test nicht als alleinige Ausgangsbasis für eine Aufnahme verwendet werden sollte.